# Капитоло (Бари)
Капитоло (итал. Capitolo) је насеље у Италији у округу Бари, региону Апулија.
Према процени из 2011. у насељу је живело 362 становника. Насеље се налази на надморској висини од 11 м.